# El Piñón
El Piñón é um município da Colômbia, localizado no departamento de Magdalena.